# Elisabeth Dons
Elisabeth Caroline Cathrine Dons, född den 19 april 1864 på gården Davrup nära Bjergsted, död den 2 maj 1942 i Tårbæk, var en dansk operasångerska.
Dons föddes på Davrups gård, som ägdes av hennes far, kapten Julius Dons. Hennes mor hette Augusta Mariane, född Sieverts. Efter att ha undervisats i sång av Leocadie Gerlach debuterade Dons den 1 maj 1885 med framgång på Det Kongelige Teater som Azucena i Giuseppe Verdis opera Trubaduren. Hon utbildades först till altsångerska, och fick sina första roller i denna stämma, men utvecklades under ledning av Désirée Artôt-Padilla i Berlin till att kunna sjunga sopranpartier, och det var som sopransångerska hon fick sin betydande primadonnarepertoar.
Bland hennes viktigaste roller kan framhävas Amneris i Verdis Aida, Marie i Gaetano Donizettis Regementets dotter, Rosina i Gioacchino Rossinis Barberaren i Sevilla, Carmen i Georges Bizets Carmen, Julia i Charles Gounods Romeo och Julia, Violetta i Verdis La traviata, Néméa i Verdis Kung för en dag och Olympia (Giulietta och Antonia) i Jacques Offenbachs Hoffmanns äventyr.
Dons ägde såväl dramatisk som vokal talang, och blev den 19 april 1888 utnämnd till kunglig skådespelerska. År 1905 tvingades hon att på grund av sjukdom ta avsked från operan.

## Utmärkelser
- Tagea Brandts rejselegat for kvinder, 1926